# Vanessa Chefer
Vanessa Chefer Spínola (São Paulo, 5 de março de 1990) é uma heptatleta olímpica brasileira. Representou o Brasil nos Jogos Olímpicos de Verão de 2016 no heptatlo feminino do atletismo.
Representou o Brasil nos Jogos Sul-Americanos de 2010, não conseguindo terminar a prova naquela ocasião. Em 2011, conquistou o bicampeonato sul-americano em Buenos Aires. Viria a estabelecer o recorde sul-americano sub-23 em 2012, durante o Campeonato Brasileiro.
A nível internacional, voltaria a conquistar medalhas em 2014 no Campeonato Ibero-americano. Em 2015, conquistou o índice para o Mundial de Atletismo ao vencer o Meeting de Arona. No mês seguinte, conquistou a medalha de bronze nos Jogos Pan-Americanos de 2015. No Campeonato Mundial, Vanessa terminou o heptatlo em 26º lugar com 5647 pontos, sem atingir o índice olímpico.
Embora não tenha atingido índice olímpico, Vanessa recebeu convite da IAAF para disputar o heptatlo nos Jogos Olímpicos do Rio. Na competição, terminou o heptatlo em 23º lugar, atingido 6024 pontos. Por meio de convite, participou também do Campeonato Mundial de Atletismo de 2017 competição no qual terminou 29º lugar com 4500 pontos.

## Resultados internacionais
| Ano                     | Competição                                                     | Local                   | Posição                 | Evento                  | Notas                   |
| Representante do Brasil | Representante do Brasil                                        | Representante do Brasil | Representante do Brasil | Representante do Brasil | Representante do Brasil |
| ----------------------- | -------------------------------------------------------------- | ----------------------- | ----------------------- | ----------------------- | ----------------------- |
| 2007                    | Campeonato Sul-Americano Junior                                | São Paulo               | 1º                      | Salto em distância      | 5.79 m                  |
| 2007                    | Campeonato Mundial Juvenil                                     | Ostrava                 | 21º                     | Heptatlo                | 4575 pts                |
| 2008                    | Campeonato Mundial Júnior                                      | Bydgoszcz               | 16º                     | Heptatlo                | 5233 pts                |
| 2008                    | Campeonato Sul-Americano Sub-23                                | Lima                    | 1º                      | Heptatlo                | 5138 pts                |
| 2009                    | Campeonato Sul-Americano Junior                                | São Paulo               | 4º                      | 100 m                   | 11.95 s                 |
| 2009                    | Campeonato Sul-Americano Junior                                | São Paulo               | 1º                      | 4×100 m                 | 45.86 s                 |
| 2009                    | Campeonato Sul-Americano Junior                                | São Paulo               | 1º                      | Heptatlo                | 5574 pts                |
| 2009                    | Campeonato Pan-Americano Junior                                | Port of Spain           | 1º                      | Heptatlo                | 5574 pts                |
| 2009                    | Campeonato Sul-Americano                                       | Lima                    | 1º                      | Heptatlo                | 5578 pts                |
| 2010                    | Jogos Sul-Americanos de 2010 / Campeonato Sul-Americano Sub-23 | Medellín                | —                       | Heptatlo                | DNF                     |
| 2010                    | Campeonato Ibero-americano                                     | San Fernando            | 4º                      | Heptatlo                | 5304 pts                |
| 2011                    | Campeonato Sul-Americano                                       | Buenos Aires            | 1º                      | Heptatlo                | 5428 pts                |
| 2012                    | Campeonato Sul-Americano Sub-23                                | São Paulo               | 1º                      | Heptatlo                | 5899 pts                |
| 2014                    | Campeonato Ibero-americano                                     | São Paulo               | 1º                      | Heptatlo                | 5722 pts                |
| 2015                    | Jogos Pan-Americanos                                           | Toronto                 | 3º                      | Heptatlo                | 6035 pts                |
| 2015                    | Campeonato Mundial                                             | Pequim                  | 26º                     | Heptatlo                | 5647 pts                |
| 2016                    | Jogos Olímpicos                                                | Rio de Janeiro          | 23º                     | Heptatlo                | 6024 pts                |
| 2017                    | Campeonato Mundial                                             | Londres                 | 29º                     | Heptatlo                | 4500 pts                |
| 2017                    | Universíada                                                    | Taipé                   | 5º                      | Heptatlo                | 5337 pts                |

## Melhores marcas pessoais
A tabela a seguir lista as melhores marcas de Vanessa Chefer por prova:
| Prova                    | Marca       | Local                 | Data                    |
| ------------------------ | ----------- | --------------------- | ----------------------- |
| Outdoor                  |             |                       |                         |
| 100 metros               | 11,95 s     | São Paulo             | 25 de julho de 2009     |
| 200 metros               | 23,91 s     | Maringá               | 9 de setembro de 2012   |
| 400 metros               | 57,57 s     | São Paulo             | 10 de março de 2011     |
| 800 metros               | 2:12.52 min | Arona                 | 7 de junho de 2015      |
| 100 metros com barreiras | 14,03 s     | Toronto               | 24 de julho de 2015     |
| Salto em altura          | 1,81 m      | São Bernardo do Campo | 30 de junho de 2016     |
| Salto em distância       | 6,17 m      | São Paulo             | 17 de setembro de 2010  |
| Arremesso de peso        | 14,32 m     | Toronto               | 24 de julho de 2015     |
| Lançamento de dardo      | 46,31 m     | Florença              | 30 de abril de 2016     |
| Heptatlo                 | 6188 pts    | São Bernardo do Campo | 1º de julho de 2016     |
| Revezamento 4x400 metros | 3:44.31 min | São Paulo             | 7 de agosto de 2011     |
| Indoor                   |             |                       |                         |
| 800 metros               | 2:16.82 min | Tallinn               | 2 de fevereiro de 2013  |
| 60 metros com barreiras  | 8,81 s      | Tallinn               | 14 de fevereiro de 2016 |
| Salto em altura          | 1,76 m      | Bratislava            | 15 de fevereiro de 2014 |
| Salto em distância       | 6,04 s      | Tallinn               | 2 de fevereiro de 2013  |
| Arremesso de peso        | 13,62 s     | Tallinn               | 14 de fevereiro de 2016 |
| Pentatlo                 | 4292 pts    | Tallinn               | 14 de fevereiro de 2016 |